# Kwariati
Kwariati (georgisch კვარიათი) ist ein Stadtteil von Batumi in der Autonomen Republik Adscharien im Westen Georgiens.

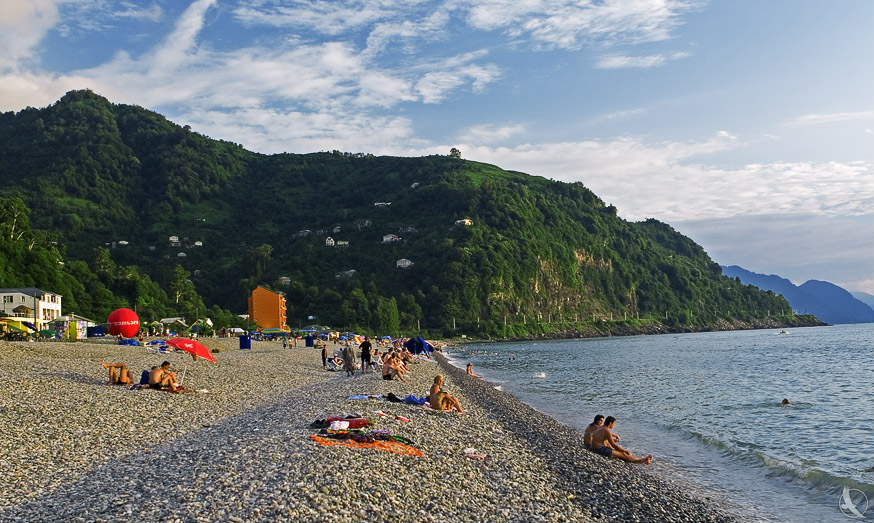
Strand in Kwariati

Er liegt etwa 13 Kilometer südwestlich des Stadtzentrums  von Batumi an der Küste des Schwarzen Meeres. Kwariati besteht aus zwei Teilen: dem größeren, direkt an der Küste gelegenen populären Seekurort, wegen der Nähe zum nördlich anschließenden Gonio auch Gonios Kwariati (გონიოს კვარიათი) genannt, und dem etwa 1,5 Kilometer südlich in den Bergen gelegenen Teil, der entsprechend Semo Kwariati (ზემო კვარიათი, „Ober-Kwariati“) oder wegen der Nähe zum südlich gelegenen Grenzdorf Sarpi auch Sarpis Kwariati (სარფის კვარიათი) heißt.
Kwariati gehörte lange zur Munizipalität Chelwatschauri, die aus dem in den 1960er-Jahren gebildeten gleichnamigen Rajon hervorgegangen war. Mit Beschluss vom 15. Juli 2011 mit Wirkung ab 1. Januar 2013 wurden die zwei Ortsteile – wie auch der Munizipalitätssitz Chelwatschauri und 13 weitere Ortschaften – der unmittelbar der Autonomen Republik unterstellten Stadt Batumi angeschlossen. Bei der letzten Volkszählung vor der Eingemeindung hatten Gonios Kwariati 317 und Sarpis Kwariati 98, somit zusammen 415 Einwohner (2002).